# Arthur Pohl
Arthur Pohl, auch Artur Pohl (* 22. März 1900 in Görlitz; † 15. Juni 1970 in Berlin; gebürtig Arthur Georg Otto Pohl), war ein deutscher Bühnenbildner, Regisseur und Drehbuchautor.

## Leben
Er war der Sohn des Schriftsetzers und Zeitungsredakteurs Luis Otto Gustav Pohl und dessen Ehefrau Lina Maria, geborene Schmidt. Nach dem Besuch der Bürgerschule in Görlitz machte er eine Banklehre und studierte mit einem Stipendium der Bank 1918 bis 1919 an der Kunstakademie in Breslau, danach an der Hochschule für bildende Kunst in Berlin.
Pohl wurde Kunstmaler und arbeitete von 1923 bis 1927 am Hessischen Landestheater Darmstadt als Bühnenbildner. 1927 wirkte er am Deutschen Theater in Berlin, 1928 am Preußischen Staatstheater Kassel. Am 1. Juni 1928 wurde er als Bühnenbildner und Regisseur an die Vereinigten Städtischen Bühnen Düsseldorf verpflichtet.
Arthur Pohl brachte in Düsseldorf mehrere Klassiker zur Aufführung, doch seine Bemühungen, Die Verbrecher von Ferdinand Bruckner, Die Dreigroschenoper von Bertolt Brecht und Die Lederköpfe von Georg Kaiser herauszubringen, scheiterten jeweils am Widerstand der Deutschnationalen im Stadtparlament. Die Kündigung wegen sittlicher Verfehlungen wurde vor Gericht abgewiesen, dennoch verließ Pohl am 29. Januar 1929 das Düsseldorfer Schauspiel.
Er fand eine neue Wirkungsstätte als Bühnenbildner an der Krolloper in Berlin. Zunächst ungenannt arbeitete er ab 1931 auch für den Film, indem er Treatments und Exposés versandte. Ab 1936 erschien sein Name als Co-Drehbuchautor, unter anderem auch bei dem monumentalen Zweiteiler Der Tiger von Eschnapur und Das indische Grabmal.
Im Juni 1941 wurde er zum Kriegsdienst eingezogen. Nach seiner Entlassung aus amerikanischer Kriegsgefangenschaft im Februar 1946 lebte er in West-Berlin, unterzeichnete aber am 1. Mai 1947 einen Regievertrag bei der DEFA. 1949 drehte er seinen Erstling Die Brücke, den einzigen DDR-Film, der die Probleme der Heimatvertreibung anschnitt. 1951 bereiste Pohl mit einer Filmdelegation die Sowjetunion. Für seine Regie in der Großproduktion Die Unbesiegbaren (1953) über die SPD zur Zeit August Bebels erhielt er im Kollektiv den Nationalpreis der DDR II. Klasse.
Im Jahr 1957 kam es über den antiwestlichen Film Spielbank-Affäre zu Einwänden der Hauptverwaltung Film, die Pohl vorwarf, das Leben im Kapitalismus zu positiv darzustellen. Pohl, der während der Dreharbeiten schwer verunglückt war, wechselte daraufhin die Seiten, erhielt wegen seiner Vergangenheit jedoch keine Aufträge der westdeutschen Filmwirtschaft.
Erst 1960 gab ihm der Sender Freies Berlin mit Das Haus voller Gäste seine erste Regieaufgabe, was von der Berliner Morgenpost heftig kritisiert wurde. Pohls Mitarbeit am bundesdeutschen Fernsehen blieb in der Folge meist auf die Übernahme einiger Drehbücher für das Vorabendprogramm beschränkt.
Arthur Pohl war seit dem 4. August 1943 mit Arntrud Hildebrand, geborene Schulze verheiratet. Sohn Axel wurde 1951 geboren. Nach der Scheidung 1960 heiratete er 1963 die Bibliothekarin Renate Blenn. Aus dieser Ehe ging seine 1964 geborene Tochter Angela hervor.

## Filmografie
| - 1936: Martha - 1936: Drei Mäderl um Schubert - 1936: Weiße Sklaven - 1937: Der Tiger von Eschnapur - 1937: Das indische Grabmal - 1940: Zwielicht - 1948: Straßenbekanntschaft - 1961: Leinwandmesser - 1961: Alle Loks pfeifen für Jahn - 1964: Abel mit der Mundharmonika - 1965: Das blaue Klavier - 1967: Wilde Spiele - 1969: Der Unbekannte - 1970: Esperanza - 1970: Dubrowskj - 1971: Der Besuch - 1972: Am falschen Platz - 1975: Colomba | - 1949: Die Brücke (auch Drehbuch) - 1950: Die Jungen von Kranichsee (auch Drehbuch) - 1951: Corinna Schmidt (auch Drehbuch) - 1953: Die Unbesiegbaren (auch Drehbuch) - 1954: Kein Hüsung - 1954: Pole Poppenspäler (auch Drehbuch) - 1957: Spielbank-Affäre (auch Drehbuch) - 1960: Das Haus voller Gäste - 1962: Kleine Geschäfte - 1962: Heute nacht starker Nebel - 1963: Randbezirk |